# Nazim
Un nazim (en urdú ناظم, derivat d'organitzador o coordinador), similar al batlle, és el coordinador de les ciutats i pobles del Pakistan. Nazim és el títol urdú del funcionari en cap electe d'un govern local al Pakistan, com pot ser el cas d'un districte, un tehsil o un consell municipal (d'un poble).
El nom que es fa servir per referir-se al president de la Islami Jamiat-e-Talaba, la Unió Islàmica d'Estudiants del Pakistan, és Nazim-e-ala. El Nazim-e-ala és escollit per un any, i després de completar el període d'exercici del seu càrrec, tots els membres, anomenats Arkaan, trien un de nou. El Nazim en cap, o Nazim del districte, és escollit pels Nazims dels Consells municipals i dels Tehsils, que alhora són triats directament pels vots locals.
El Pakistan tenia originalment un sistema heretat de l'època de govern dels britànics a l'Índia, en el qual el batlle era el cap d'un districte. Malgrat això, segons les lleis locals el nazim tenia un paper diferent del del batlle, amb més poder. El sistema de nazims va ser introduït després que el sistema de comissionats, imposat durant el govern britànic, fos aixecat pel govern pakistanès. Avui en dia, ja no hi ha comissionats a cap de les divisions administratives, d'ençà que el 2001 es va imposar al país l'Acta de Lleis Municipals. L'única excepció es Islamabad, la capital federal, on el sistema de comissionats encara és efectiu. El 2009, el nou govern va restaurar el sistema de comissionats a les divisions però el nazims també romanen el seu poder.
Subahdar era una de les denominacions que rebia el governadors d'un Subah (província) durant l'era Mogol de l'Índia el qual era també anomenat alternativament com ‘’Sahib-i-Subah’’ o Nazim. La paraula Subahdar és d'origen persa El Subahdar era el cap administratiu de la província Mogol. Era assistit pel suballterns provincials: Diwan, Bakshi, Faujdar, Kotwal, Qazi, Sadr, Waqa-i-Navis, Qanungo i Patwari. Els Subahdars eren normalment nomenats pels prínceps Mogols o pels oficials imperials de més alt rang.